# Harder, Better, Faster, Stronger
〈Harder, Better, Faster, Stronger〉(한국어: 하더, 베터, 패스터, 스트롱거)는 프랑스의 듀오 다프트 펑크의 곡이다. 2001년 10월 13일에 싱글로서 처음 발매되었다. 정식 앨범 《Discovery》에도 수록되어 있으며, 2007년 10월 15일자 라이브 버전이 《Alive 2007》에 수록되어 있다. 애니메이션 일본어: インターステラ5555 인터스텔라 5555[*](부제: The 5tory of the 5ecret 5tar 5ystem)의 배경음악으로도 쓰였다. 또한 이 노래는 카니예 웨스트의 노래인 'Stronger'에 샘플링으로 쓰이기도 했다.

## 곡
〈Harder, Better, Faster, Stronger〉에는 다프트 펑크의 보컬이 로보틱하게 변조되어 들어가 있다. 제목이자 주요 가사인 harder, better, faster, stronger라는 구절은 인기 있었던 텔레비전 드라마 시리즈였던 《6백만불의 사나이》에서 왔다. 《Discovery》앨범의 라이너 노트(liner note)에 따르면, 다프트 펑크는 이 곡에 에드윈 버드송의 〈Cola Bottle baby〉(콜라 보틀 베이비)라는 곡에서 따온 샘플을 넣었다고 한다.
2007년 6월 14일 파리시의 베르시 지역에서 녹음된 라이브 공연 실황이 2007년 10월 15일 디지털 다운로드 버전으로 발매되었으며 여기에는〈Harder, Better, Faster, Stronger〉의 라이브 버전이 수록되어 있다. 이 트랙에는 베르시 공연 중의 "Television Rules the Nation / Crescendolls" 부분이 포함되어 있는데, 이것은 다프트 펑크의 다른 곡 〈Around the World〉의 일부이다.
한편, 칸예 웨스트의 2007년도 앨범 《Graduation》에 수록된 곡인 〈Stronger〉은 〈 Harder, Better, Faster, Stronger〉를 많이 샘플링하고 있다. 로봇 다프트 펑크 복장을 하고 영화 〈Daft Punk's Electroma〉에 출연했던 두 배우가 역시 〈Stronger〉의 뮤직 비디오에 등장하고 있다.

## 뮤직 비디오
〈Harder, Better, Faster, Stronger〉의 뮤직 비디오는 애니메이션 형태로 제작되었다. 감독은 카즈히사 타케노우치(일본어: 竹之内 和久)가, 총감독은 마츠모토 레이지가 맡았다. 싱글 커버 그림에 그려진 네 명의 캐릭터가 등장한다. 원래는 싱글 앨범의 홍보용으로 별도 제작·발매했던 것이나, 나중에 특집 애니메이션 영화 인터스텔라 5555(일본어: インターステラ5555, 부제: The 5tory of the 5ecret 5tar 5ystem)의 한 씬으로 쓰였다.
〈Harder, Better, Faster, Stronger〉 라이브 버전의 뮤직 비디오는 올리비에르 곤드라이(Olivier Gondry)가 감독하였다. 다프트 펑크의 브룩클린 키스팬 공원 공연 장면이 등장하며 250여 명의 관중들이 직접 찍은 샷이 들어간다. 이것은 비스티 보이즈의 콘서트 필름 〈Awesome; I Fuckin' Shot That!〉에 영향을 받은 것이다. 2007년 10월 26일 Webcastr을 통해 시사회(world premiere)를 가졌다.
유튜브의 인기 있는 동영상 중 하나인 〈Daft Hands〉는 〈Harder, Better, Faster, Stronger〉의 가사를 손가락 등에 적어두고, 노래에 맞추어 손 동작을 하는 동영상이다. 이 동영상이 폭발적인 인기를 끌자 〈Daft Body〉 등 다양한 아류작이 뒤를 잇기도 했다.

## 트랙 목록
1. 〈Harder, Better, Faster, Stronger〉 (Album Version) (3:43)
2. 〈Harder, Better, Faster, Stronger〉 (Breakers Break Remix) (4:38)
3. 〈Harder, Better, Faster, Stronger〉 (The Neptunes Remix) (5:12)
4. 〈Harder, Better, Faster, Stronger〉 (Pete Heller's Stylus Mix) (9:14)

## 차트 순위
| 2001년도 차트                         | 최고 순위 |
| ------------------------------------- | --------- |
| 미국 Hot Dance Music/Club Play Top 50 | 3         |
| 프랑스 싱글 차트                      | 17        |
| 영국 싱글 차트                        | 25        |
| 스위스 싱글 차트                      | 70        |

| 2007년도 차트                | 최고 순위 |
| ---------------------------- | --------- |
| 스위스 싱글 차트             | 1         |
| 오스트리아 싱글 차트         | 1         |
| Triple J Hottest 100         | 7         |
| Hot Canadian Digital Singles | 1         |

## 배경 음악

### CF
〈Harder, Better, Faster, Stronger〉은 다음과 같은 광고에 배경 음악으로 등장한다.
- 애니콜 햅틱
  - 프리런칭 광고,〈다음은 햅틱〉 편 – 2008년, 대한민국
- 모토로라 Z6m
  - 2008년, 대한민국

### 방송
- 하나대투증권 MSL 오프닝
  - 2010년, MBC게임
- 개그콘서트 애정남 (애매한 것을 정하는 남자) 삽입곡
  - 2011년, 한국방송공사